# Оако, Альберто
Альбе́рто Хуа́н Оа́ко (исп. Alberto Juan Ohaco; ? — 8 марта 1950, Авельянеда, Аргентина) — аргентинский футболист, нападающий. Один из лучших игроков аргентинского футбола начала XX века.
Оако — один из семи учредителей клуба «Расинг» и один из лучших игроков за всю историю команды, с которой он выиграл 7 чемпионских титулов и 4 раза лучшим бомбардиром чемпионата Аргентины. До сих пор Альберто Оако — лучший снайпер «Расинга» за всю историю команды — 244 мяча.
За сборную Аргентины Оако провёл 13 матчей и выступал в двух первых Чемпионатах Южной Америки.

## Награды
- Чемпион Аргентины: 1913, 1914, 1915, 1916, 1917, 1918, 1919, 1921